# Henri Gallet (homme politique, 1900-1996)
Pour les articles homonymes, voir Henri Gallet.
 (août 2021).
Henri Gallet, né le 23 février 1900 à Poitiers et mort le 2 mars 1996 à Poitiers, est un avocat et homme politique français.

## Biographie
Henri Gallet est le fils de Charles Gallet, avoué, maire de Loudun (1915-1919), et de Jeanne Ochier. Il suit son droit à Poitiers, se fait recevoir avocat puis avoué près la Cour d'appel de Poitiers.
Propriétaire du château de l'Epinay, il devient maire de Benassay en 1929 puis conseiller général du canton de Vouillé en 1934 et président départemental du Parti démocrate populaire en 1937.
Résistant au sein du réseau Louis Renard et sympathisant gaulliste, il est arrêté par les Allemands en 1942 et devient membre du Comité départemental de Libération. Il est décoré de la Croix du combattant volontaire de la Résistance.
Dirigeant d'associations familiales catholiques, il est élu, sur la liste MRP, député de la Vienne le 2 juin 1946.

## Mandats
- Maire de Benassay (1929-1965)
- Conseiller général du canton de Vouillé (1934-1937)
- Président départemental du Parti démocrate populaire (1937-1939)
- Conseiller départemental (1943-1944)
- Membre du Comité départemental de Libération
- Député de la Vienne (1946-1951)

## Distinctions
Il est titulaire de la croix du combattant volontaire de la Résistance.